# Patterdale
Patterdale ist der Name eines kleinen Ortes im nordenglischen Nationalpark Lake District und gehört zur Grafschaft Cumbria. Der Ort hat eine Kirche, eine Primary School, ein Hotel und eine Jugendherberge. In dem Tal gleichen Namens liegt auch der See Ullswater.
Der Name wird von Patrick’s Valley abgeleitet („dale“ = Tal, ist die Variante des altnordischen dalr). Überlieferungen sprechen davon, der heilige Patrick habe hier gewirkt. Es ist jedoch wahrscheinlicher, dass es ein Missionar gleichen Namens zu späterer Zeit war. Im Jahr 1184 wurde der Ort als Patrichesdale bezeichnet.
Von Patterdale gibt es Verbindungsstraßen über den Kirkstone Pass zu den Orten Ambleside und Windermere im Süden und eine Straße entlang des Ullswater nach Penrith im Norden.
Patterdale ist Ausgangspunkt für Bergwanderungen in das westlich gelegene Hellvellyngebiet, mit den umliegenden Bergen Fairfield, St Sunday Crag, Red Screes und Stony Cove Pike oder zu den östlichen Bergen Place Fell, High Street, Glenridding Dodd und Kidsty Pike.
Für den Autor Alfred Wainwright gehörten der Ort und das Tal Patterdale zu den bevorzugten Plätzen im Lake District, da sie relativ unberührt vom Tourismus geblieben waren.
Der einzige weitere Ort im Tal Patterdale ist das nördlich gelegene Glenridding. Südlich des Tales befindet sich der Tarn Brothers Water, einer der ersten Orte im Lake District, die vom National Trust erworben wurden.